# Amphidontidae
Az Amphidontidae az emlősök (Mammalia) osztályának és a fosszilis Eutriconodonta rendjének egyik családja.

## Tudnivalók
Az Amphidontidae családbeli emlősök a kora kréta korszakban éltek. Korábban e család nemei az Amphilestidae nevű családba tartoztak.

## Rendszerezés
A családba az alábbi 9 emlősnem tartozik:
- Acinacodus Lopatin, Maschenko & Averianov, 2010[1]
- Amphidon Simpson, 1925 - típusnem
- Aploconodon Simpson, 1925
- Comodon Kretzoi & Kretzoi, 2000
- Gobiotheriodon (Trofimov, 1980) Trofimov, 1997
- Hakusanodon Rourier, Isaji & Manabe, 2007
- Juchilestes Gao et al., 2010
- Manchurodon Yabe & Shikama, 1938
- Nakunodon Yadagiri, 1985

## Fordítás
- Ez a szócikk részben vagy egészben  az   Amphidontidae című angol Wikipédia-szócikk ezen változatának fordításán alapul.  Az eredeti cikk szerkesztőit annak laptörténete sorolja fel. Ez a jelzés csupán a megfogalmazás eredetét és a szerzői jogokat jelzi, nem szolgál a cikkben szereplő információk forrásmegjelöléseként.